# Glyptopleura
Glyptopleura é um género botânico pertencente à família Asteraceae.